# 劉厝埔
劉厝埔，是臺灣新北市三峽區的一個地名，位於該區北部。以行政區而言，範圍大致包括龍埔里中部及西南部凸出部分不含其最北端、龍恩里南部、龍學里東南端、永館里東北端凸出部分、鳶山里東北端凸出部分的東部中段。

## 歷史
台灣清治末期至日治初期，劉厝埔地區為一街庄，稱為「劉厝埔庄」，隸屬於海山堡。該庄昔日為大漢溪分流及其支流三峽河之間的沙洲，西北及北以大漢溪分流與隆恩埔庄、麥仔園庄為界，東南以大漢溪最南側大分流及支流三峽河與橫溪庄、礁溪庄為界，西南邊以大漢溪分流與公館後庄為界。
1901年（日治明治三十四年）11月，該庄隸屬於桃園廳，編入第十九區。1905年（明治三十八年）7月，第十九區改稱「三角湧區」。1920年（大正九年），該庄改制為「劉厝埔」大字，隸屬於臺北州海山郡三峽街。
戰後三峽街改制為三峽鎮，隸屬於臺北縣，大字亦改制為里。2010年12月，臺北縣升格為新北市，三峽鎮改制為三峽區。

## 河道變遷
從前大嵙崁溪（大漢溪）至三角湧附近（公館後地區西北部），因地勢低平，河面加寬，形成網狀河道。三峽溪（三峽河與橫溪各自注入大嵙崁溪分流河道，三峽溪於劉厝埔匯入分流，為橫溪匯注點之上游約八百公尺處。其後因河沙堆積，河床日漸昇高，導致分流消退，原本兩溪匯注處之大嵙崁溪分流河道成為三峽溪河道之延伸，因而形成今日三峽溪納橫榽之勢。
由於大漢溪主流河道北移，舊主流及各分流河道淤積成為陸地，使得劉厝埔地區與北、西、南邊鄰近地區均變成陸地相連，而東南側界河全部則變成三峽河。

## 交通
鄉道北85線（三樹路）是山佳至溪墘寮的道路，經過該地區中西部，往東北可前往柑園、山佳等地，往西南轉南可前往三峽市區，後於麻園地區的溪墘寮接上省道台3線（中正路二段）。